# Granduca

Ritratto di Cosimo I de' Medici, primo granduca di Toscana
di Agnolo Bronzino

Granduca (in latino, Magnus Dux) è un titolo sovrano (legato cioè a effettiva sovranità su un territorio) posto nella gerarchia nobiliare tra quello di Re e quello di Duca, che indica un nobile di alto rilievo posto alla guida politica e militare di una vasta circoscrizione territoriale di uno Stato monarchico, mentre può allo stesso tempo indicare un vero e proprio monarca nel caso in cui tutto lo Stato sia indicato come granducato.

## Descrizione

### Italia
Fu concesso per la prima volta nel 1569 da Pio V al duca di Firenze Cosimo I in seguito all'annessione da parte di questi della Repubblica di Siena. Il Granducato di Toscana continuò ad esistere fino al 1859, ovvero fino all'Unità d'Italia. Benché nato in Italia, nella penisola il titolo non fu più conferito ad altri stati o famiglie.
Agli inizi degli anni settanta  del XX secolo il quartiere di Santa Caterina fu, assieme al quartiere di Sbarre uno dei protagonisti dei Fatti di Reggio. La rivolta ebbe anche dei lati singolari: proprio per sottolineare il totale disprezzo per il governo in carica, i cittadini del quartiere dichiararono polemicamente la loro scissione dall'Italia e si autoproclamarono Granducato di Santa Caterina.

### Lituania e Finlandia
Il titolo di Granduca ebbe maggior successo in Europa orientale, dove c'erano i granducati di Lituania e di Finlandia.
Il primo, originatosi nel Basso Medioevo, entrò presto in unione dinastica con il Regno di Polonia, e con l'Unione di Lublino del 1569 divenne parte della Confederazione polacco-lituana (la Repubblica dei due Popoli). 
Il secondo venne istituito nel XVI secolo all'interno dell'Impero svedese, senza però avere una effettiva autonomia.
Con le Spartizioni della Polonia, il granducato di Lituania confluì nell'Impero Russo; stesso destino ebbe, a seguito delle Guerre napoleoniche, anche il granducato di Finlandia. 
Entrambi i titoli scomparvero in conseguenza della Rivoluzione russa.

### Russia
Sempre nell'Età Moderna furono istituiti i Granduchi di Russia, che letteralmente dovrebbero essere tradotti come "Grandi Principi", e "tuttavia, è ormai invalso l'uso di chiamarli "Granduchi".
Il titolo contraddistingueva i membri, maschi e femmine, della dinastia imperiale russa, diversi dallo Zar e dalla Zarina; dopo il 1886 fu, invece, riservato solo a figli, fratelli e nipoti maschi dello Zar, per cui in Russia smisero di esserci famiglie il cui capofamiglia avesse il titolo di Granduca. Vi furono tuttavia nell'Impero territori assurti al titolo di Granducato (Kiev, Vladimir-Suzdal', Tver, Rjazan, Mosca e poi Smolensk, Volodia, Podolia).

### Germania

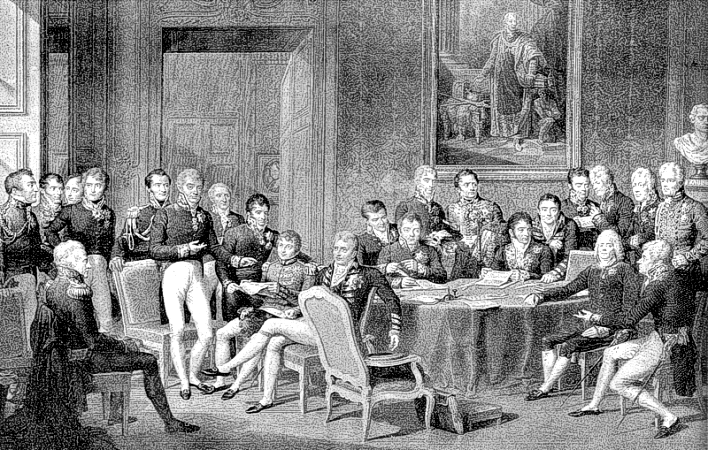
Il Congresso di Vienna in un dipinto di Jean-Baptiste Isabey (1767-1855)

Il titolo fu ripreso in età napoleonica per alcuni Stati tedeschi di nuova creazione: Würzburg, Francoforte e Berg. Inoltre furono elevati al rango di Granducato l'Assia-Darmstadt ed il Baden nel 1806.
Il congresso di Vienna soppresse i tre Granducati di Würzburg, Francoforte e Berg. In compenso elevò al titolo di Granducato altri cinque stati, cosicché nella Confederazione Germanica ci furono sette granducati: Baden, Assia-Darmstadt, Oldenburgo, Sassonia-Weimar, Lussemburgo, Meclemburgo-Schwerin e Meclemburgo-Strelitz. Per ciò che concerne la Prussia, essa ribattezzò Granducato di Posnania, per farne dimenticare il nome originario, una regione polacca, tradizionalmente chiamata in polacco Grande Polonia, di cui si era impadronita al congresso di Vienna. Titolare del Granducato era perciò il Re di Prussia. Il Re di Prussia aveva in unione personale anche il Granducato del Basso Reno (1815).  Nel 1870, i sei Granducati sovrani tedeschi furono inglobati come stati federati nell'Impero tedesco.
L'unico Granducato tuttora esistente al mondo è quello del Lussemburgo, a capo del quale vi è il granduca Enrico di Lussemburgo.

## Granducati nella storia
- Assia-Darmstadt, 1806-1918
- Baden, 1806-1918
- Basso Reno, 1815-1822
- Berg, 1806-1813
- Cracovia, 1846-1918
- Finlandia, 1811-1918
- Francoforte, 1810-1813
- Lituania, XIII secolo-1795
- Lussemburgo, 1815
- Meclemburgo-Schwerin, 1815-1918
- Meclemburgo-Strelitz, 1815-1918
- Oldenburg, 1818-1918
- Posnania e Posen, 1815-1918
- Sassonia-Weimar, 1815-1918
- Toscana, 1569-1801, 1814-1859
- Varsavia (ma proprio ducato), 1807-1813
- Würzburg, 1803-1813